# Lista das cidades mais populosas da história
Esta é uma lista das maiores cidades do mundo por população ao longo da história (antes do século XIX a população de todas as cidades são estimadas, em sua maioria imprecisas).
| Cidade e país atual                    | Ano (aproximado) | Habitantes (aproximado) |
| -------------------------------------- | ---------------- | --- |
| Mênfis, Egito                          | 3100 a.C.        | mais de 30 000 |
| Acádia, Babilônia                      | 2240 a.C.        | - |
| Lagaxe, Babilônia                      | 2075 a.C.        | mais de 50 000 |
| Ur, Babilônia                          | 2030 a.C.        | 65 000 |
| Tebas, Egito                           | 1980 a.C.        | - |
| Babilônia                              | 1770 a.C.        | - |
| Aváris, Egito                          | 1670 a.C.        | - |
| Mênfis, Egito                          | 1557 a.C.        | - |
| Tebas, Egito                           | 1400 a.C.        | - |
| Nínive, Assíria                        | 668 a.C          | 120 000 |
| Babilónia                              | 612 a.C.         | Primeira acima de 200 000 habitantes pode ter chegado a marca de meio milhão de habitantes.                                                              |
| Alexandria, Egito                      | 320 a.C.         | 800 000 (50 a.C.) Pode ter chegado a marca de um milhão.                                                                                                 |
| Roma, Itália                           | 50 a.C.          | 1 650 000 (120 d.C.) Provavelmente ultrapassou largamente a marca de um milhão.                                                                          |
| Constantinopla (Istambul), Turquia     | 350 d.C.         | 400 000 (500 d.C.) |
| Ctesifonte, Iraque                     | 570 d.C.         | - |
| Changã (Xi'an), China                  | 637 d.C.         | 400 000 (622); 600 000 (800) |
| Bagdá], Iraque                         | 775 d.C.         | Segundo algumas estimativas pode ter sido a primeira cidade a ultrapassar a marca de um milhão de habitantes em vez de Roma e Alexandria.; 400 000 (800) |
| Córdoba, Espanha                       | 935 d.C.         | - |
| Kaifeng, China                         | 1013 d.C.        | 400 000 (1000); 450 000 (1100) |
| Constantinopla (Istambul), Turquia     | 1127 d.C.        | - |
| Merv (Turquemenistão) , Turquemenistão | 1145 d.C.        | 200 000 (1150) |
| Constantinopla (Istambul), Turquia     | 1153             | - |
| Fez (Fes), Marrocos                    | 1170             | - |
| Hangzhou, China                        | 1180 d.C.        | 255 000 (1200); 320 000 (1250) |
| Cairo, Egito                           | 1315 d.C.        | - |
| Hangzhou, China                        | 1348 d.C.        | 432 000 (1350) |
| Nanquim, China                         | 1358 d.C.        | 487 000 (1400) |
| Pequim, (Beijing), China               | 1425 d.C.        | 600 000 (1450); 672 000 (1500) |
| Constantinopla (Istambul), Turquia     | 1650 d.C.        | 700 000 (1650 e 1700) |
| Pequim, (Beijing) China                | 1710 d.C.        | 900 000 (1750); 1,1 milhão (1800) |
| Londres, Reino Unido                   | 1825 d.C.        | Primeira acima de cinco milhões; 1 350 000 (1825); 2 450 000 (1850); 4 241 000 (1875); 6 780 000 (1900)                                                  |
| Nova Iorque, Estados Unidos            | 1925 d.C.        | Primeira acima de dez milhões; 7 774 000 (1915), 12 463 000 (1950)                                                                                       |
| Tóquio, Japão                          | 1965 d.C.        | Primeira acima de vinte milhões; 23 000 000 (1975) |

- Fonte: About Geography